# Ентоні Емерсон
Ентоні Емерсон (англ. Antony Emerson; 29 березня 1963 — 23 січня 2016) — колишній австралійський тенісист.
Найвищу одиночну позицію світового рейтингу — 285 місце досяг 23 березня 1987, парну — 112 місце — 26 січня 1987 року.
Найвищим досягненням на турнірах Великого шолома були чвертьфінали в парному розряді.

## Титули на челленджерах

### Парний розряд: (1)
| Ранг | Рік  | Турнір                                                 | Покриття | Партнер      | Суперники                 | Рахунок  |
| ---- | ---- | ------------------------------------------------------ | -------- | ------------ | ------------------------- | -------- |
| 1.   | 1985 | Дортмунд, Федеративна Республіка Німеччина (1949—1990) | Ґрунт    | Марк Вудфорд | Расселл Барлоу Марк Баклі | 7–6, 6–2 |